# Государственный институт истории искусств
Государственный институт истории искусств (ГИИИ) — научно-исследовательское и высшее учебное заведение в Петербурге-Петрограде-Ленинграде, существовавшее в 1912—1931 годах.
Был организован по инициативе графа В. П. Зубова, при активном участии М. Н. Семёнова и Т. Г. Трапезникова.

## История
В. П. Зубов вспоминал, что весной 1906 года Трифон Трапезников рассказал ему о мысли Семёнова, что хорошо бы в России создать нечто подобное немецкому Институту истории искусств, находившемуся во Флоренции:

Трапезников ждал меня. Мы осмотрели галереи и художественные памятники Вероны, Модены, Феррары, Венеции, Болоньи, Равенны и добрались наконец до Флоренции, где надолго застряли. Здесь я попал в устроенный профессором Брокгаузом немецкий Институт истории искусств, поразивший меня как своей прекрасно подобранной библиотекой, так и своим образцовым порядком и всей своей научной постановкой работы. Институт этот давал неисчерпаемые материалы и пособия для изучающих итальянское искусство. Я до такой степени влюбился в этот институт, что поклялся, будь что будет, устроить подобный по возвращении моём в Россию. На это нужны были средства, которых у меня тогда было совсем немного. Невольно я вспомнил о Зубове. У него в Петербурге есть дворец и неограниченные средства. С тех пор я неустанно, при всяком удобном случае, начинал внушать ему: мы должны создать институт, институт, институт!— Семёнов М. Н. Вакх и сирены. — М.: Новое литературное обозрение, 2008. — С. 205. — 1000 экз. — ISBN 978-5-86793-605-1.
В 1908 году после встречи в Гейдельберге Зубов и Семёнов начали реализовывать свой проект. Связавшись с большими немецкими книжными фирмами и, просматривя антикварные каталоги, они, на средства Зубова, стали приобретать литературу по истории искусства. Вопрос, где находиться Институту, был решён в пользу первого этажа семейного дома Зубовых на Исаакиевской площади, — напротив западных дверей собора. В течение полутора лет шло оформление юридического существования Института, каталогизация и установка библиотеки. Институт был торжественно открыт 2 (15) марта 1912 года. Журнал «Старые годы» сообщал:

«Институт истории искусств.
В Петербурге гр. В. П. Зубовым учрежден и устроен в собственном доме, на Исаакиевской площади, институт истории искусств, открывшийся 2 марта. Цель его — дать возможность всем серьёзно заинтересованным заниматься историей искусства, пока главным образом западного, как наукой самодовлеющей, а не вспомогательной. Предполагаются лекции, доклады, совместные работы. В библиотеке, которая будет беспрерывно пополняться, учредителем уже собрано около 6.000 томов и получается 60 специальных периодических изданий на разных языках. Совершенно новое у нас предприятие…»
Зарегистрирован Институт был в градоначальстве и первоначально функционировал как библиотека, — по примеру флорентийского. Однако библиотека, открытая с утра до вечера, первые месяцы совершенно пустовала. Тогда Зубов организовал бесплатные учебные курсы, которые, после получения разрешения, открылись с января 1913 года. Успех был совершенно неожиданным: стало большой модой посещать «Зубовский институт». Зубов вспоминал: «Приняв 300 слушателей, мне пришлось закрыть запись за отсутствием мест». Лекции на курсах читали: барон Н. Н. Врангель, князь С. М. Волконский, барон Э. К. Липгарт, П. В. Деларов, О. Ф. Вальдгауэр, Д. В. Айналов, В. Т. Георгиевский, В. Я. Курбатов, Дж. А. Шмидт, директор Французского института в Петербурге Луи Рео.
В 1916 году наконец получил Устав и был зарегистрирован в Министерстве народного просвещения в качестве частного высшего учебного заведения с трёхлетним курсом обучения. В этом же году он был признан государственным высшим учебным заведением и принят на казённый счет; преподаватели получили звание профессоров.
После октября 1917 года Зубов поспешил засвидетельствовать лояльность к новой власти, благодаря чему сумел не только сохранить институт, но и остаться его директором до конца 1924 года. Умелая политика Зубова во взаимодействии с властями, его эффективное руководство административными и хозяйственными делами позволили значительно расширить деятельность института. В 1919 году был открыт факультет истории музыки, в 1920 — факультеты истории театра и истории словесных искусств; в 1920 — организован исследовательский филиал института в Новгороде. Старшим библиотекарем Института был А. А. Починков.
В 1921 году новым уставом институт был преобразован из высшего учебного заведения в научно-исследовательский, факультеты были переименованы в разряды, а в 1926 году — в отделы.
В 1922 году при ГИИИ были созданы Высшие государственные курсы искусствоведения (ВГКИ), директором которых с 1924 года был А. И. Пиотровский, читавший там курсы истории античного театра и социологии искусства. Курсы существовали до 1930 года.
В конце 1923 года Институту было передано с прежним штатом и правами автономии издательство Academia.
В 1925 директором взамен уволенного Зубова был назначен Ф. И. Шмит. В это время Институт насчитывал около тысячи студентов, в котором работали около ста профессоров, доцентов и иных научных сотрудников.
После закрытия Гинхука К.Малевич и М.Матюшин перенесли свои семинары в Зубовский институт. Последняя выставка Малевича, посвященная архитектонам, была устроена в стенах Института в феврале 1928 г.
| - Документы об окончании ГИИИ М. В. Сныткиной. - Свидетельство стр. 1. - Свидетельство стр. 2. - Удостоверение стр. 1. - Удостоверение стр. 2. - Удостоверение стр. 3. - Удостоверение стр. 4. |

В 1931 институт был ликвидирован постановлением Совнаркома и преобразован в Ленинградское отделение созданной этим же постановлением Государственной академии искусствознания (ЛОГАИС).

## Преподаватели
- Отделение изобразительных искусств: С. Ф. Ольденбург по буддийскому искусству; В. В. Бартольд по мусульманскому искусству; С. Г. Елисеев по дальневосточному искусству; В. В. Струве по египтологии; О. Ф. Вальдгауэр по искусству классической древности; по западноевропейскому искусству — Дж. А. Шмидт, И. И. Жарновский, В. Н. Ракинт, В. А. Головань, Е. Г. Лисенков, Н. Э. Радлов и В. П. Зубов; по древнерусскому искусству — В. Т. Георгиевский и Л. А. Мацулевич; В. Я. Курбатов по русской архитектуре XVIII и XIX вв.; Д. В. Айналов по византийскому искусству; по эстетике — Н. О. Лосский и И. И. Лапшин.
- Отделение истории музыки (руководитель — Б. В. Асафьев): М.О.Штейнберг, Е. М. Браудо, В. Г. Каратыгин.
- Отделение истории театра (руководитель — А. А. Гвоздев: С. Э. Радлов, В. Н. Всеволодский-Гернгросс, С. И. Тхоржевский, К. М. Миклашевский.
- Отделение истории словесных искусств (руководитель В. М. Жирмунский): Б. М. Эйхенбаум, Виктор Шкловский, Григорий и Михаил Лозинские, М. Л. Гофман, В. М. Алексеев, Н. А. Котляревский, Н. С. Гумилёв, Б. В. Томашевский, Ю. Н. Тынянов.

### Преподаватели ВГКИ
в период с 1924 по 1929 гг.
- А. И. Пиотровский — директор курсов.
- В. П. Адрианова-Перетц

 — курс по древне-русскому художественному творчеству,
 — семинарий по фольклору;
- Н. П. Анциферов — семинарий по литературным экскурсиям;
- А. М. Астахова

 — введение в русскую литературу,
 — семинарий по введению в русскую литературу;
- Балаев — методика преподавания русского языка;
- С. Д. Балухатый

 — семинарий по специальному отделу поэтики,
 — библиография с практикой;
- С. И. Бернштейн

 — введение в языковедение,
 — семинарий по специальному отделу языковедения,
 — фонетика,
 — русский синтаксис;
- В. В. Виноградов

 — специальный отдел по русской литературе (Гоголь),
 — грамматика современного русского язака;
- Вольпе — семинарий по русской литературе в социологическом освещении;
- Г. А. Гуковский — декан словесного отделения

 — специальный отдел по русской литературе (драма до Пушкина),
- Гущин — социология литературы;
- В. Е. Евгеньев-Максимов — русская литература в социологическом освещении (Некрасов);
- В. М. Жирмунский

 — курс метрики с практикой,
 — западно-европейская литература XIX в.
- Извеков — работа в бюро учёта массовых празднеств;
- Иоффе — исторический материализм;
- В. А. Каверин — семинарий по современной русской литературе;
- Б. В. Казанский — античная литература;
- Карнаухова

 — методика рассказывания,
 — семинарий по методике рассказывания;
- Корн — новый язык (немецкий);
- Лейцингер — семинарий по историческому материализму;
- Липовский — методика преподавания русской литературы;
- Б. С. Лихачёв — история кино;
- Марголин — конституция;
- С. С. Мокульский

 — западно-европейская литература XVI—XVII вв.,
 — современная французская литература,
 — спец. отдел французской литературы (Флобер);
- В. Н. Перетц — семинарий по методологии;
- Розенталь — история Европы;
- М. О. Скрипиль

 — политэкономия,
 — литературные экскурсии;
- Соллертинский — психология;
- Б. В. Томашевский

 — введение в поэтику,
 — специальный отдел по русской литературе (Пушкин);
- Троицкий — педагогика;
- Троцкая

 — новая немецкая литература,
 — спец. отдел немецкой литературы;
- Фалев — диалектология;
- Фурсенко — школьное краеведение;
- Шмидт — теория искусства;
- Л. В. Щерба — старославянский язык;
- Б. М. Эйхенбаум

 — семинарий по введению в поэтику,
 — специальный отдел по русской литературе (Толстой),
 — два семинария по специальному отделу русской литературы;
- Б. М. Энгельгардт

 — литературоведение,
 — семинарий по литературоведению;

## Комментарии
1. ↑  Отдел словесных искусств возглавил В. М. Жирмунский. Под его руководством отдел с 1923 года издавал серию «Вопросы поэтики», в которой были опубликованы многие труды учёных, сотрудничавших в институте:
  1. А. Слонимский Техника комического у Гоголя (Пг., 1923)
  2. Б. Томашевский Русское стихосложение. Метрика (Пг., 1923)
  3. В. Жирмунский Рифма, её история и теория (Пг., 1923)
  4. Б. Эйхенбаум Сквозь литературу (Л., 1924)
  5. Ю. Тынянов Проблема стихотворного языка (Л., 1924)
  6. В. Жирмунский Введение в метрику (Л., 19250
  7. В. Виноградов Этюды о стиле Гоголя (Л., 1926)
  8. Русская проза. Сборник статей под ред. Б. Эйхенбаума и Ю. Тынянова (Л., 1926)
  9. С. Балухатый Проблемы драматургического анализа. Чехов (Л., 1927)
  10. Г. Гуковский Русская поэзия XVIII в. (Л., 1927)
  11. Б. М. Энгельгардт Формальный метод в истории русской литературы (Л., 1927)
  12. В. Пропп Морфология сказки (Л., 1928)
  13. Русская поэзия XIX века. Сб. статей (Л., 1929)